# Шарма, Мохит (солдат)
Мохит Шарма (англ. Mohit Sharma, хинди मोहित शर्मा; 13 января 1978, Рохтак, Харьяна — 21 марта 2009, Купвара, Джамму и Кашмир) — офицер индийской армии, посмертно награждённый Ашока Чакрой, высшей военной наградой Индии в мирное время. Был членом элитного 1-го батальона спец войск. Погиб в бою 21 марта 2009 года, возглавляя штурмовую группу «Браво» в районе Купвара.
В 2019 году Делийский метрополитен переименовал станцию метро «Rajendra Nagar» в «Major Mohit Sharma (Rajendra Nagar)».

## Детство и образование
Мохит родился 13 января 1978 года в Рохтаке, штат Харьяна. Его прозвище в семье было «Чинту», в то время как его товарищи по военной академии называли его «Майк». Он закончил 12-летнюю школу в DPS Ghaziabad в 1995 году и поступил в инженерный колледж Шри Сант Гаджанана Махараджа, Шегаон, Махараштра. Однако во время учёбы в колледже он прошёл SSB для военной академии и решил присоединиться к индийской армии. Он оставил колледж и поступил в Национальную академию обороны (NDA). 

## Военная карьера

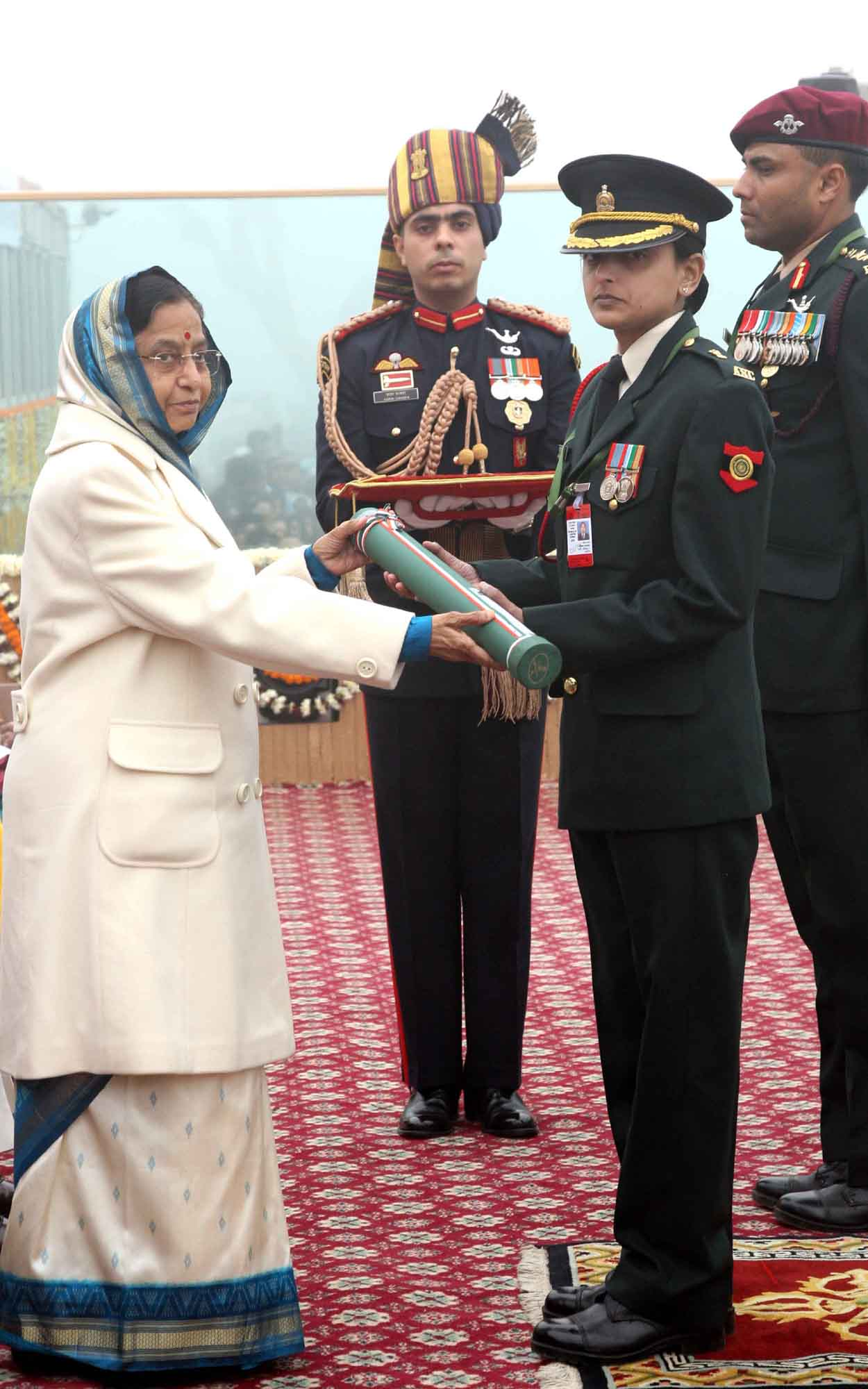
Президент П. Патил вручает Ашока Чакра Рисиме Шарма, жене Мохита Шармы

После того, как в 1995 году Мохит Шарма оставил инженерный колледж, он присоединился к Национальной академии обороны, чтобы осуществить свою мечту. Во время обучения в академии он преуспел в нескольких видах деятельности, включая плавание, бокс и верховую езду. Под руководством полковника Бхавани Сингха, он стал чемпионом по верховой езде. Также он был победителем в боксе в лёгкой весовой категории.
После завершения учебы в академии обороны, он поступил в Индийскую военную академию (IMA) в 1998 году. В IMA ему присвоено звание батальонного кадетского адъютанта. У него была возможность встретиться с тогдашним президентом Индии К. Р. Нараянаном в Раштрапати-Бхаване. Шарма получил звание лейтенанта 11 декабря 1999 года.
Его первым назначением было в 5-й батальон Мадрасского полка (5-й Мадрас) в Хайдарабаде. После трёх лет успешной военной службы майор Мохит перешёл в специальные войска и стал спецназовцем в июне 2003 года, а 11 декабря получил повышение до капитана. Затем его отправили в Кашмир. 11 декабря 2005 года он получил звание майора.
Был отмечен двумя наградами за отвагу. Первой был Благодарственный знак сухопутных войск за образцовую контртеррористическую службу во время операции «Ракшак», за которым последовала медаль Сена за храбрость после секретной операции в 2005 году.
Во время третьей командировки на него была возложена ответственность обучать спецназ в Белгауме, где он был инструктором в течение двух лет. Затем его снова перевели в Кашмир. 21 марта 2009 года он участвовал в столкновении с террористами в лесу Хафруда в секторе Купвара в Джамму и Кашмире. Шарма убил четырёх террористов и спас двух товарищей по команде, но получил несколько огнестрельных ранений, убивших его.
У майора Мохита Шармы осталась жена Рисима Шарма, также армейский офицер.
За величайшую жертву, принесённую майором Мохитом Шармой во время операции Купвара, 26 января 2010 года он был награждён высшей национальной наградой за доблесть мирного времени «Ашока Чакра».